# Jeffrey Wilson
Jeffrey A. Wilson (ur. 6 września 1969 w San Andrés) – amerykański paleontolog specjalizujący się w badaniu mezozoicznych gadów, w szczególności dinozaurów. Urodził się w Kolumbii, jednak dorastał w Kalamazoo w stanie Michigan. Ma siostrę Kristie oraz brata Gregory'ego, który również jest paleontologiem. Jeffrey Wilson w 1999 roku na Uniwersytecie w Chicago uzyskał doktorat z biologii organizmów i anatomii. Obecnie jest adiunktem (assistant professor) na wydziale nauk geologicznych Uniwersytetu Michigan oraz kustoszem w muzeum paleontologicznym tego uniwersytetu. Wilson zajmuje się głównie badaniem zauropodów – jest autorem kilkudziesięciu publikacji naukowych, wraz z Kristiną Curry Rogers redagował książkę The Sauropods. Evolution and Paleobiology.
Uczestniczył w opisaniu wielu nowych rodzajów dinozaurów, m.in.: Abydosaurus, Afrovenator, Deltadromeus, Isisaurus, Jobaria, Nigersaurus, Rajasaurus, Rugops, a także innych mezozoicznych gadów, takich jak krokodylomorf Pabwehshi i wąż Sanajeh.